# Epitola belli
Epitola belli är en fjärilsart som beskrevs av William Chapman Hewitson 1874. Epitola belli ingår i släktet Epitola och familjen juvelvingar. Inga underarter finns listade i Catalogue of Life.